# اچ‌ام‌اس بوناونچر (اف۱۳۹)
اچ‌ام‌اس بوناونچر (اف۱۳۹) (به انگلیسی: HMS Bonaventure (F139)) یک کشتی بود که طول آن ۴۸۷ فوت (۱۴۸ متر) بود. این کشتی در سال ۱۹۴۲ ساخته شد.